# Greenjolly
Greenjolly var det ukrainske bidrag til Eurovision Song Contest 2005. De deltog med sangen "Razom nas bahato", der på dansk betyder "Sammen er vi mange".
| Musik | Spire Denne musikartikel er en spire som bør udbygges. Du er velkommen til at hjælpe Wikipedia ved at udvide den. |